# ウトマーン2世
ウトマーン2世（生年不詳 - 1331年）は、モロッコを支配したマリーン朝の第10代スルタン（在位：1310年 - 1331年）。第6代スルタンアブー・ユースフ・ヤアクーブの子。

## 生涯
祖父アブー・ヤアクーブ・ユースフによるトレムセンへの長期の外征と、アブー・ヤアクーブ・ユースフの死後に起きた王位を巡る争いによって疲弊した国内を立て直すべく奔走した。
セウタ、アルヘシラスなどのモロッコに存在するナスル朝支配下の都市を奪回、代償としてアンダルシア地方に有する領土をナスル朝に返還して、ジブラルタル海峡を国境と定めた。イベリア半島に対しては、ナスル朝のナスルとイスマーイール1世の間に起きた王位継承戦を介してカスティリャ王国を牽制するが、アブー・ヤアクーブ・ユースフ時代と同規模の遠征は行わなかった。ザイヤーン朝と和睦し、ハフス朝の王女ファーティマと息子のアブー・アルハサン・アリーの婚約を成立させることで、遠征に回す労力を国内の反乱分子の鎮圧と商業活動に費やした。彼の採った平和政策はマリーン朝の国庫を回復させ、アブー・アルハサン・アリー治下のマリーン朝拡大の原動力となる。
息子の結婚式を見ることなく、1331年に没した。
寛大な人物と評され、旅行家イブン・バットゥータは旅行記の中でマリーン朝のスルタンを挙げたとき、彼の人格を称えた。